# Senegüé
Senegüé ist ein spanischer Ort in der Provinz Huesca der Autonomen Gemeinschaft Aragonien. Senegüé, im Pyrenäenvorland liegend, gehört zur Gemeinde Sabiñánigo. Der Ort hatte 103 Einwohner im Jahr 2015.

## Geographie
Der Ort liegt etwa acht Straßenkilometer nördlich von Sabiñánigo an der A136.

## Sehenswürdigkeiten
- Pfarrkirche Nuestra Señora de la Asunción aus dem 18. Jahrhundert
- Wehrturm aus dem 16. Jahrhundert